# Station Saint-Hilaire
Station Saint-Hilaire is een spoorwegstation in de Franse gemeente Saint-Hilaire-sur-Helpe.